# Au cœur du labyrinthe (téléfilm)
Au cœur du labyrinthe (Forget Me Never) est un téléfilm américain réalisé par Robert Allan Ackerman, diffusé en 1999.

## Synopsis
une avocate est atteinte d'alzeimer.

## Fiche technique
- Titre original : Forget Me Never
- Réalisation : Robert Allan Ackerman
- Scénario : Haden Yelin et Renee Longstreet
- Photographie : Mike Fash
- Musique : Lawrence Shragge
- Durée : 85 min
- genre : drame

## Distribution
- Mia Farrow : Diane McGowin
- Martin Sheen : Jack (V.F.: Patrick Floersheim)
- Colm Feore : Albert
- Mikey MacGregor : Lucas
- Panou : Niteman
- Ingrid Veninger : Ginny
- Kyra Harper : Paula
- Patrick Chilvers : Rod Bowcroft
- Sarah Stevens : Lisa